# 通洞駅
通洞駅（つうどうえき）は、栃木県日光市足尾町松原にあるわたらせ渓谷鐵道わたらせ渓谷線の駅である。駅番号はWK15。
隣の足尾駅よりも旧・足尾町の中心街に近く、足尾銅山観光等の最寄り駅である。

## 歴史
- 1912年（大正元年）12月31日：足尾鉄道の駅として開業[1][2]。
- 1918年（大正7年）6月1日：国有化され、足尾線の駅となる[1]。
- 1936年（昭和11年）2月：駅舎改築[3]。
- 1980年（昭和55年）10月1日：貨物の取り扱いを廃止[1]。
- 1984年（昭和59年）2月1日：荷物扱い廃止[1]。
- 1985年（昭和60年）3月14日：無人化[4]。以降1989年の転換まで、足尾駅派遣による特別改札実施駅となる。
- 1987年（昭和62年）4月1日：国鉄分割民営化に伴い、東日本旅客鉄道の駅となる[1]。
- 1989年（平成元年）3月29日：JR足尾線の第三セクター鉄道化により、わたらせ渓谷鐵道の駅となる[1]。
- 2009年（平成21年）11月2日 - 駅本屋とプラットホームが登録有形文化財に登録される。

## 駅構造

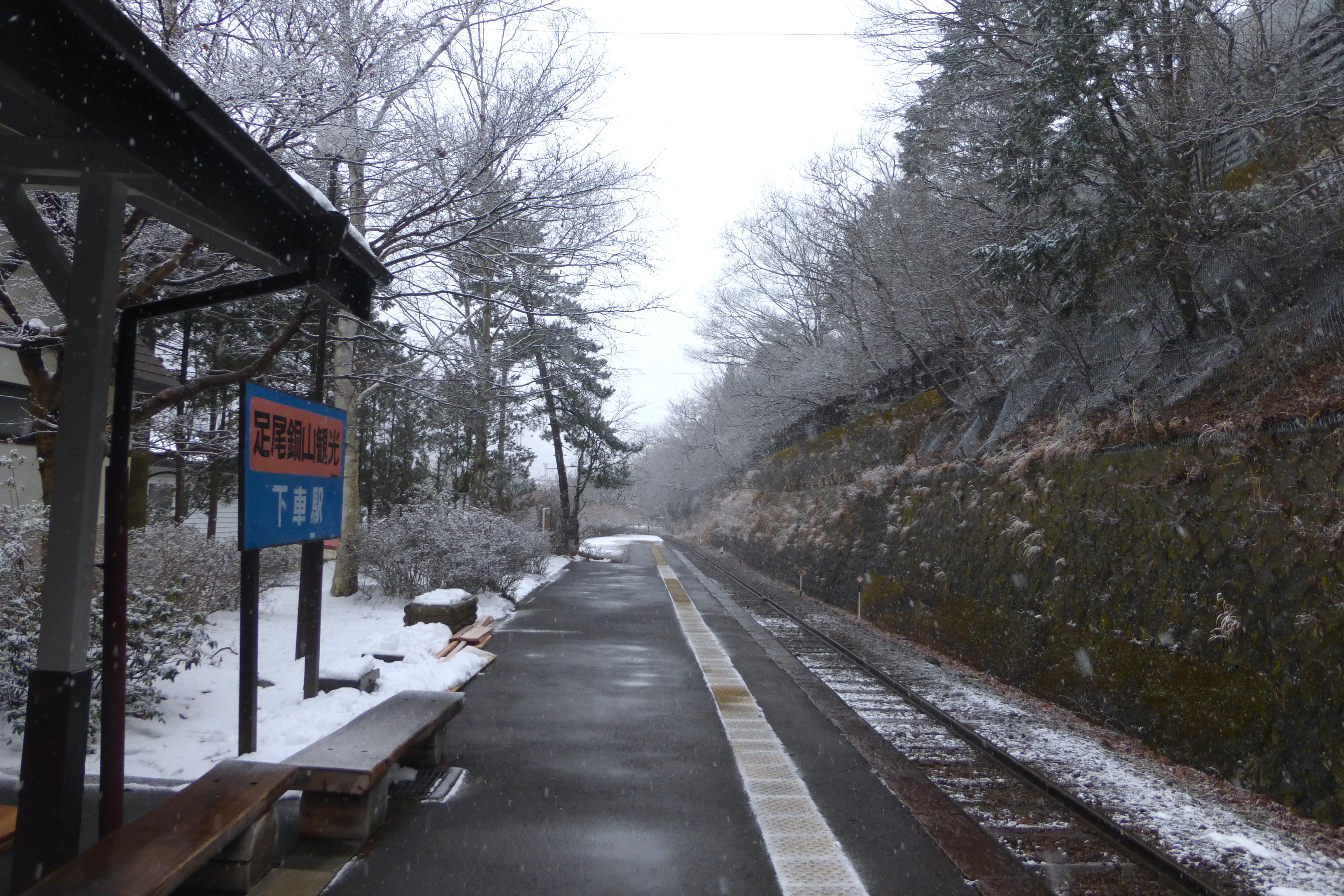
ホーム（2015年2月）

単式ホーム1面1線を有する地上駅。木造駅舎を有する。
3月下旬 - 11月は毎日、12月 - 3月上旬は日曜・祝日のみ、駅係員が日中時間帯（休止あり）に常駐している（朝の時間帯は足尾駅で業務を行った後、当駅へ移動する）。
駅本屋とプラットホームが登録有形文化財に登録されている。

## 利用状況
旧・足尾町中心部に位置し、町の玄関口にあたるため比較的利用が多い。「トロッコわたらせ渓谷号」および「トロッコわっしー号」の停車駅である。足尾銅山観光や足尾歴史館等の最寄駅でもあるため、観光利用する乗客のほとんどがここで下車する。足尾地区内のタクシーが待機している。
1日の平均乗降人員は以下の通りである。
| 年度   | 1日平均人数 |
| ------ | ----------- |
| 2011年 | 67          |
| 2012年 | 65          |
| 2013年 | 54          |
| 2014年 | 57          |
| 2015年 | 57          |
| 2016年 | 48          |
| 2017年 | 40          |
| 2018年 | 42          |
| 2019年 | 46          |
| 2020年 | 27          |
| 2021年 | 27          |

## 駅周辺
- 日光市役所足尾総合支所（旧・足尾町役場）
- 足尾郵便局
- 足尾銅山観光
- 足尾歴史館
- 日光市立足尾小学校
- 日光市立足尾中学校
- 日光警察署足尾交番
- 蓮慶寺
- 国道122号（足尾バイパス）
- 栃木県道142号通洞停車場線
- 栃木県道250号中宮祠足尾線
- 渋川橋梁（登録有形文化財）[7]

## バス路線

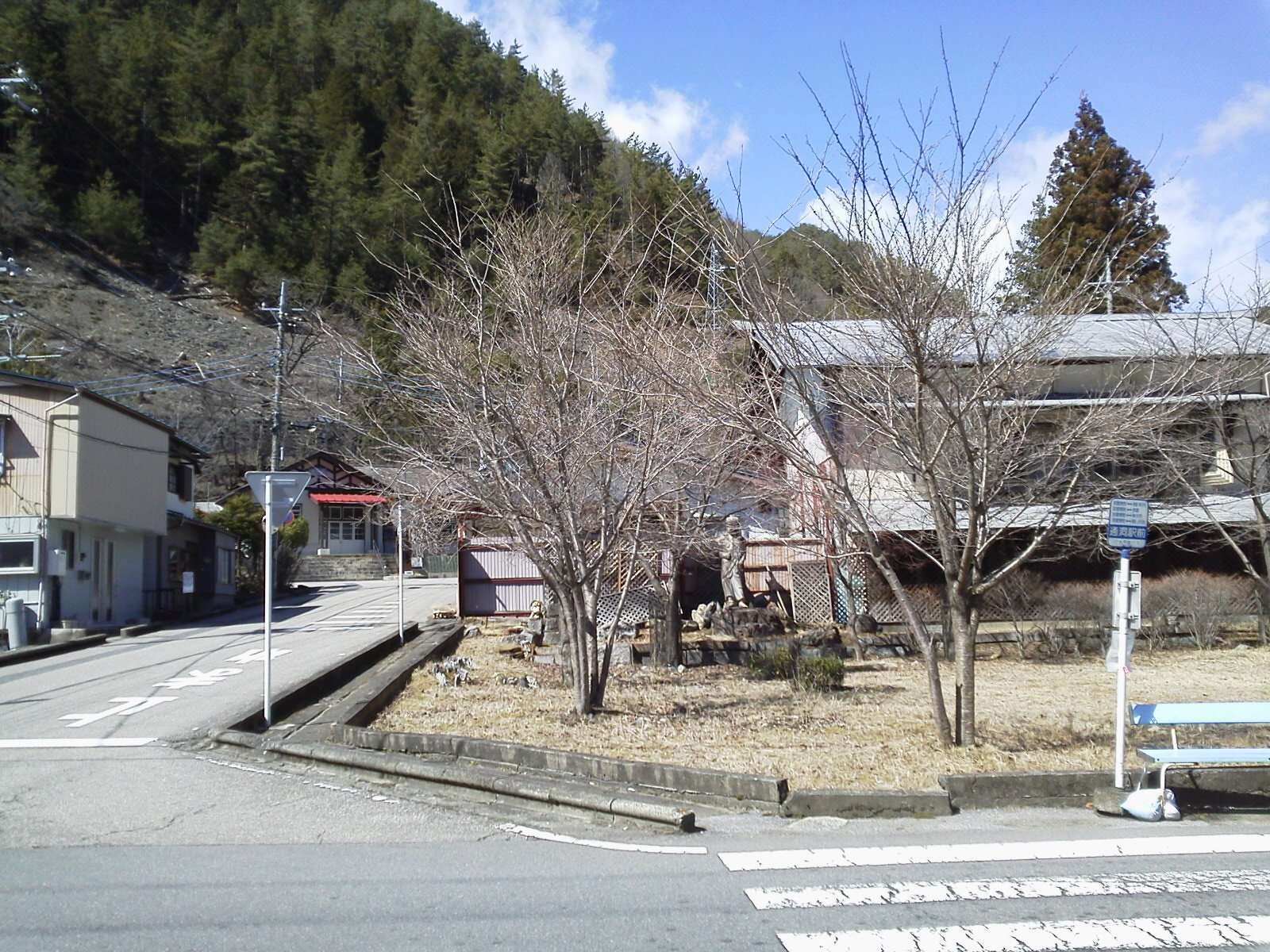
バス停（左奥が当駅の駅舎）

旧国道122号（栃木県道142号線と栃木県道250号線の総称）沿いに「通洞駅前」停留所があり、下記の各路線が発着する。
| 停留所   | 運行事業者   | 系統           | 行先                             |
| -------- | ------------ | -------------- | -------------------------------- |
| 通洞駅前 | 日光市営バス | 赤倉線         | 双愛病院 ／ 赤倉・銅親水公園入口 |
| 通洞駅前 | 日光市営バス | 遠上線         | 双愛病院 ／ 遠上回転所           |
| 通洞駅前 | 日光市営バス | 足尾JR日光駅線 | 双愛病院 ／ JR日光駅前           |

## その他

### 文化財
登録有形文化財 - 2009年（平成21年）11月2日登録
- 駅本屋及びプラットホーム[8][9]

### テレビ番組
- 2024年5月17日放送の「所さんの学校では教えてくれないそこんトコロ！」にて本駅が登場。足尾線時代から永らく放置されていた開かずの金庫の中身を確かめたが、二重扉の厳重な構造にもかかわらず中には何も入っておらず、全ての引き出しが空だった。[10]

## 隣の駅
わたらせ渓谷鐵道
■わたらせ渓谷線
- トロッコ列車「トロッコわたらせ渓谷号」・「トロッコわっしー号」停車駅

原向駅（WK14） - 通洞駅（WK15） - 足尾駅（WK16）